# Maverick Framework
Maverick es un framework MVC para la plataforma Java que permite desarrollar aplicaciones web de forma muy estructurada (gracias a que respeta el citado patrón).